# Javi Moreno
Javi Moreno, all'anagrafe Javier Moreno Valera (Silla, 10 settembre 1974), è un allenatore di calcio ed ex calciatore spagnolo, di ruolo attaccante, tecnico del Linense.

## Carriera

### Club
Iniziò nel Barcellona B con cui debuttò nella seconda divisione spagnola. Nella stagione 1996-1997 passò al Cordoba dove registrò 15 presenze senza segnare nessun gol. Scese quindi di categoria e passò al Yeclano, ma a dicembre ritornò ancora in seconda divisione nell'Alavés. Anche qui non giocò molto (10 partite) e segnò una rete. Disputò la stagione 1998-1999 con il Numancia dove trovò spazio e in 38 partite riuscì a realizzare 18 reti.
La stagione successiva tornò quindi all'Alavés e fece il suo esordio nella Liga. In quella stagione la sua squadra si qualificò per la Coppa UEFA 2000-2001, manifestazione nella quale Javi Moreno con 6 gol in 8 partite contribuì a portare i suoi alla finale persa 4-5 contro il Liverpool, nella quale segnò due gol in tre minuti.
Proprio grazie a queste prestazioni venne notato dal Milan, che lo ingaggiò nell'estate del 2001 per 30 miliardi di lire. Tuttavia la stagione a Milano non fu positiva per l'attaccante, che fu oggetto di contestazioni da parte della tifoseria rossonera come quella precedente e l'anno seguente ritornò in Spagna, all'Atletico Madrid. Anche con i Colchoneros i gol stentarono ad arrivare, perciò nel gennaio 2004 decise di tentare l'avventura inglese con il Bolton. Dopo 8 partite senza gol con i Trotters, Moreno decise di ritornare in Spagna, stavolta al Real Saragozza.
Dal 2005 al 2008 gioca nel Cordoba, A fine agosto 2008 passa a giocare nel piccolo club dell'isola di Ibiza: l'Eivissa-Ibiza (terza divisione spagnola). Ai primi di dicembre rescinde però il contratto, annunciando l'intenzione di ritirarsi in caso di mancanza di proposte. Dopo circa un anno di inattività, torna a giocare a calcio nel Lucena. A fine stagione, si ritira definitivamente.

### Nazionale
Javi Moreno ha giocato 5 partite nella Nazionale spagnola segnando una rete. Ha debuttato in Nazionale il 28 febbraio 2001 contro l'Inghilterra, mentre ha segnato l'unico gol con la maglia della Furie Rosse il 6 giugno dello stesso anno contro la Bosnia ed Erzegovina.

### Allenatore
Il 23 settembre 2016 viene nominato allenatore della Squadra B dell'Agrupación Deportiva Alcorcón, militante in Tercera División (Spagna).

## Statistiche

### Cronologia presenze e reti in nazionale
| Cronologia completa delle presenze e delle reti in nazionale ― Spagna | Cronologia completa delle presenze e delle reti in nazionale ― Spagna | Cronologia completa delle presenze e delle reti in nazionale ― Spagna | Cronologia completa delle presenze e delle reti in nazionale ― Spagna | Cronologia completa delle presenze e delle reti in nazionale ― Spagna | Cronologia completa delle presenze e delle reti in nazionale ― Spagna | Cronologia completa delle presenze e delle reti in nazionale ― Spagna | Cronologia completa delle presenze e delle reti in nazionale ― Spagna |
| Data                                                                  | Città                                                                 | In casa                                                               | Risultato                                                             | Ospiti                                                                | Competizione                                                          | Reti                                                                  | Note                                                                  |
| --------------------------------------------------------------------- | --------------------------------------------------------------------- | --------------------------------------------------------------------- | --------------------------------------------------------------------- | --------------------------------------------------------------------- | --------------------------------------------------------------------- | --------------------------------------------------------------------- | --------------------------------------------------------------------- |
| 28-2-2001                                                             | Birmingham                                                            | Inghilterra                                                           | 3 – 0                                                                 | Spagna                                                                | Amichevole                                                            | -                                                                     | 46’                                                                   |
| 24-3-2001                                                             | Alicante                                                              | Spagna                                                                | 5 – 0                                                                 | Liechtenstein                                                         | Qual. Mondiali 2002                                                   | -                                                                     |                                                                       |
| 28-3-2001                                                             | Valencia                                                              | Spagna                                                                | 2 – 1                                                                 | Francia                                                               | Amichevole                                                            | -                                                                     | 81’                                                                   |
| 2-6-2001                                                              | Oviedo                                                                | Spagna                                                                | 4 – 1                                                                 | Bosnia ed Erzegovina                                                  | Qual. Mondiali 2002                                                   | 1                                                                     | 76’                                                                   |
| 6-6-2001                                                              | Tel Aviv                                                              | Israele                                                               | 1 – 1                                                                 | Spagna                                                                | Qual. Mondiali 2002                                                   | -                                                                     |                                                                       |
| Totale                                                                |                                                                       | Presenze                                                              | 5                                                                     |                                                                       | Reti                                                                  | 1                                                                     |                                                                       |

## Palmarès

### Club
- Supercoppa di Spagna: 1

Real Saragozza: 2004

### Individuale
- Capocannoniere della Coppa UEFA: 1

2000-2001 (6 gol)